# Braunsia partita
Braunsia partita är en stekelart som beskrevs av Charles Thomas Brues 1926. Braunsia partita ingår i släktet Braunsia och familjen bracksteklar. Inga underarter finns listade.